# بول ميرفي (صحفي أسترالي)
بول ميرفي (مواليد 1942 أو 1943 - توفي 20 أكتوبر 2020)، هو صحفي سياسي وإذاعي ومقدم تلفزيون أسترالي.